# Запорожець за Дунаєм (фільм, 2007)
«Запоро́жець за Дуна́єм» — український художній фільм 2007 року, екранізація (за мотивами) опери Семена Степановича Гулак-Артемовського «Запорожець за Дунаєм», написаної в 1863. Фільм знятий в жанрі музичної комедії.

## Сюжет
Полонені турками запорізькі козаки мріють вирватися з неволі. Чутки про це доходять до султана. Він переодягається і непомітно проникає в поселення козаків, де його зустрічає Іван Карась. Султан запрошує Івана в палац. Іван погоджується і, проникнувши в палац, до всього придивляється і все помічає. Завдяки його спостережливості та спритності козаки нарешті вириваються на волю.

## Ролі виконують
- Богдан Бенюк — Іван Карась (співає Микола Шопша)
- Марія Стефюк — Одарка
- Тетяна Ганіна — Оксана
- Володимир Гришко — Андрій
- Іван Пономаренко — Султан
- Святослав Фехтел — Селіх-ага
- Тарас Штонда — Імам
- Микола Засеев-Руденко (молодший) — Гасан
- Анжела Швачка — Катерина ІІ
- Сергій Ковнір — Потьомкін
- У фільмі також знімалися: Анатолій Паламаренко, Олександр Бондаренко, Анатолій Солов'яненко, Олег Комаров, Світлана Золотько, Тетяна Шевченко, Марія Гошовська, Людмила Русаліна та інші.

## Знімальна група
- Режисери-постановники: Микола Засєєв-Руденко, Оксана Ковальова
- Сценаристи: Микола Засєєв-Руденко, Вікторія Муратова
- Оператор-постановник: Олександр Чорний
- Художник-постановник: Євген Пітенін
- Композитор: Ігор Поклад
- Звукооператор: Наталія Домбругова
- Вірші Олександра Вратарьова
- Режисер: Людмила Штогаренко
- Монтажер: Таїса Гуща
- Редактор: Людмила Суслова
- Художник по костюмах: Валентина Горлань
- Художник по гриму: Ніна Одинович
- Художник-декоратор: Людмила Білан
- Оператор: Олександр Козило
- Головний консультант: Володимир Гришко
- Хор та оркестр Національного академічного театру опери та балету ім. Т. Г. Шевченка
- Хормейстр: Лев Венедиктов
- Диригент: Іван Гамкало
- Директор катини: Світлана Петрова

## Цікаві факти
- У 2006 р. режисер Владислав Таранюк зняв документальний фільм «Запорожець за Дунаєм. Фільм про фільм» про зйомки музичного фільму «Запорожець за Дунаєм» режисером М. Засєєвим-Руденком[2].